# 트리니다드 스코피언 부치 티

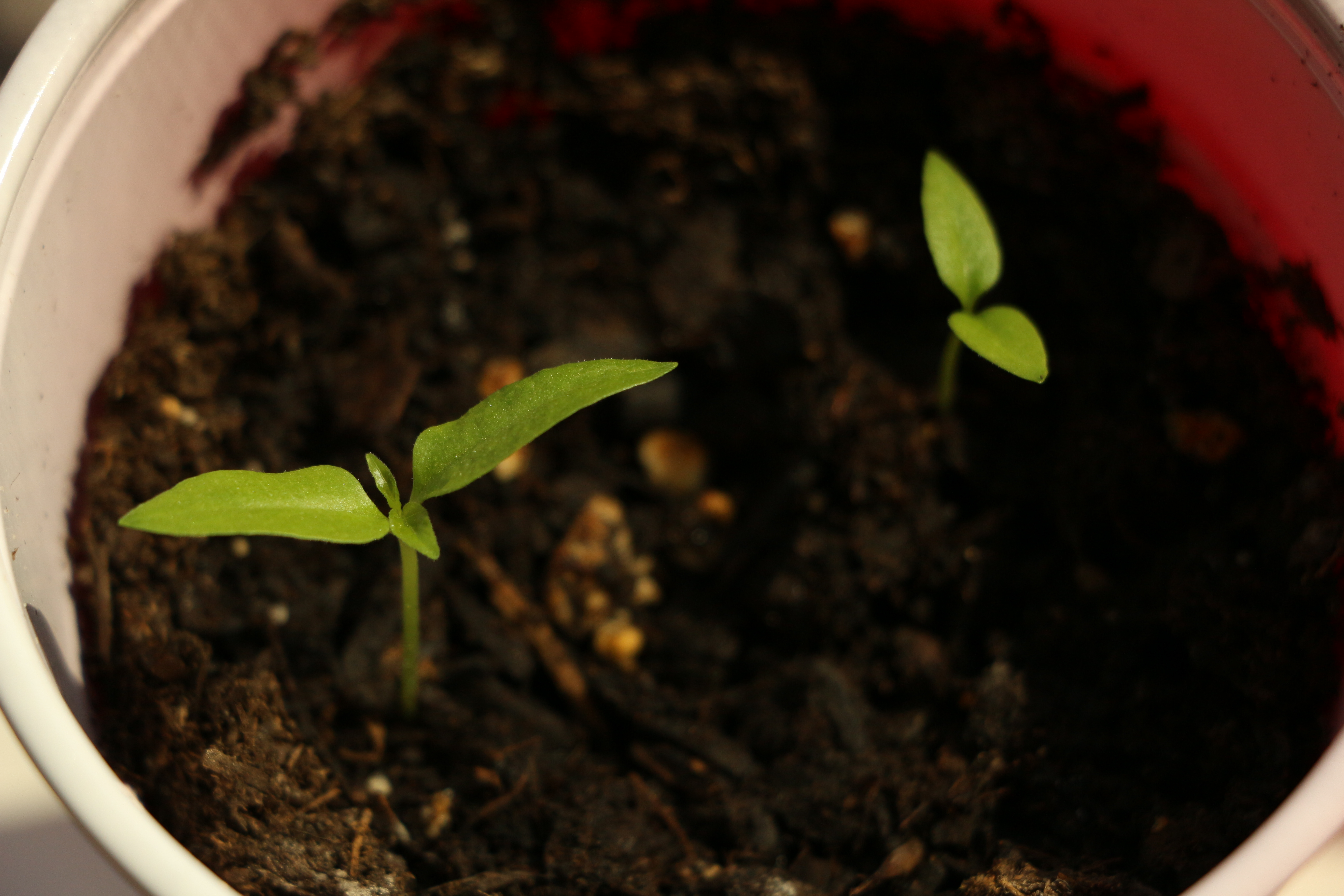
트리니다드 스코피언 부치 티 고추 씨

트리니다드 스코피언 부치 티(Trinidad scorpion 'Butch T')는 세계에서 가장 매운 고추류들 가운데 하나인 중국고추 식물의 재배 품종의 하나이다. 트리니다드 토바고에서 자생지하는 트리니다드 모루가 스코피언을 사용해 교잡되었다. The Hippy Seed Company의 닐 스미스(Neil Smith)가 명명했는데, 그가 고추의 씨를 번식시키는 일을 맡은 부치 테일러(Butch Taylor, 핫 소스 기업인 Zydeco Farms의 소유주)로부터 종자를 가져온 것에서 기인한다. 전갈의 영어 낱말은 스코피언인데, "스코피언" 고추류의 끝이 뾰족하다고 이렇게 불린다.

## 세계 기록
《기네스 세계 기록》에 따르면 트리니다드 스코피언 부치 티는 3년 간 세계에서 가장 매운 고추로 이름을 올렸다. 2011년 3월에 수행한 실험 테스트에 따르면 1,463,700 스코빌로 측정되었으며 당시 세계에서 가장 매운 고추로 등재되었다. 고추 경작자에 따르면 이 고추의 매운 정도에 대한 한 가지 잠재적인 비밀은 지렁이분 퇴비에서 흘러나오는 액체로 토양을 비옥하게 하는 것이다. 2013년 8월, 《기네스 세계 기록》은 캐롤라이나 리퍼를 세계에서 가장 매운 고추로 인식하였으며, 그 매운 정도는 1,569,300 SHU에 이른다.

## 내용주
1. ↑  The pungency of a species of chili pepper can vary by up to a factor of 10 depending on the conditions under which the specimen grew.